# Ḫubur
Ḫubur (Chubur; sumerisch ilurugu) war in Mesopotamien hauptsächlich die akkadische Bezeichnung des Unterweltflusses, der das Totenreich (Land ohne Wiederkehr) vom Land der Lebenden trennte und als Personifikation des „Königs Ḫubur“ den Gott Nergal repräsentierte. In seltenen Fällen stand Ḫubur auch als Synonym für das gesamte Totenreich. Das Überqueren des Unterweltflusses erfolgte mittels einer Totenbarke, gesteuert von einem göttlichen Fährmann (Gilgamesch-Epos).
Die genaue Lage des Unterweltflusses ist unbekannt, da eine literarische Verortung nicht vorgenommen wurde. So bleibt unklar, ob der Unterweltfluss den Charakter eines Ordalflusses besaß. Ein Überqueren war in der Regel nur vom Diesseits in das Jenseits möglich. Unterweltliche Dämonen konnten dagegen Ḫubur nicht überqueren, um in das Diesseits zu gelangen. In der Forschung wird der Ḫubur teilweise mit dem Chabur identifiziert.